# Pol García
Pol García Tena (Terrassa, 18 februari 1995) is een Spaans voetballer die sinds 2021 uitkomt voor FC Juárez. García is een verdediger.

## Carrière

### Jeugd en Italië
García werd geboren in het Terrassa, de derde grootste stad van Catalonië. Hij speelde in de jeugd bij Terrassa FC, RCD Espanyol en FC Barcelona. Bij Barcelona speelde hij in dezelfde lichting als Munir, Sergi Samper, Héctor Bellerín en Alejandro Grimaldo.
In 2011 maakte hij de overstap naar Juventus FC, waar hij op 19 januari 2013 voor het eerst op het wedstrijdblad van het A-elftal voorkwam (voor de Serie A-wedstrijd tegen Udinese Calcio). Voor zijn eerste speelminuten in het betaalde voetbal moest hij echter wachten op een uitleenbeurt aan L.R. Vicenza Virtus. García werd tussen 2014 en 2018 aan vijf Serie B-clubs uitgeleend door Juventus: Vicenza, Como, FC Crotone, Latina Calcio en US Cremonese. In vier jaar tijd speelde hij zo 95 wedstrijden in de Serie B.

### Sint-Truidense VV
In de zomer van 2018 koos García voor standvastigheid door Juventus definitief te verlaten en een contract voor twee seizoenen te ondertekenen bij Sint-Truidense VV. Na zijn tweede seizoen bij STVV werd de optie in zijn contract gelicht, waardoor García tot 2022 vastlag bij STVV.
In het seizoen 2020/21 stond García op de openingsspeeldag nog in de basis tegen KAA Gent, maar daarna klonk het dat hij op de rand van de uitgang stond bij STVV. Na een kleine twee maand zonder speelminuten dropte trainer Kevin Muscat hem op de achtste speeldag tegen KV Kortrijk weer in de basis. García werd uiteindelijk gerehabiliteerd in de ploeg. In januari 2021 ging hij echter in op een voorstel van de Mexicaanse eersteklasser FC Juárez. De Spanjaard gaf aan dat het feit dat Muscat hem in het begin van het seizoen twee maanden aan de kant had geschoven, heeft meegespeeld in zijn beslissing.

## Clubstatistieken
| Seizoen         | Club               | Land            | Competitie         | Competitie | Competitie | Beker | Beker | Internat. | Internat. | Totaal | Totaal |
| Seizoen         | Club               | Land            | Competitie         | Wed.       | Dlp.       | Wed.  | Dlp.  | Wed.      | Dlp.      | Wed.   | Dlp.   |
| --------------- | ------------------ | --------------- | ------------------ | ---------- | ---------- | ----- | ----- | --------- | --------- | ------ | ------ |
| 2014/15         | → Vicenza Virtus   | Vlag van Italië | Serie B            | 23         | 1          | 0     | 0     | —         | —         | 23     | 1      |
| 2015/16         | → Como Calcio 1907 | Vlag van Italië | Serie B            | 13         | 0          | 1     | 0     | —         | —         | 14     | 0      |
| 2015/16         | → FC Crotone       | Vlag van Italië | Serie B            | 12         | 1          | —     | —     | —         | —         | 12     | 1      |
| 2016/17         | → Latina Calcio    | Vlag van Italië | Serie B            | 32         | 1          | 2     | 0     | —         | —         | 34     | 1      |
| 2017/18         | → US Cremonese     | Vlag van Italië | Serie B            | 15         | 0          | 0     | 0     | —         | —         | 15     | 0      |
| 2018/19         | Sint-Truidense VV  | Vlag van België | Jupiler Pro League | 24         | 1          | 2     | 0     | —         | —         | 26     | 1      |
| 2019/20         | Sint-Truidense VV  | Vlag van België | Jupiler Pro League | 21         | 1          | 2     | 0     | —         | —         | 23     | 1      |
| 2020/21         | Sint-Truidense VV  | Vlag van België | Jupiler Pro League | 16         | 1          | 0     | 0     | —         | —         | 16     | 1      |
| 2020/21         | FC Juárez          | Vlag van Mexico | Primera División   | 9          | 0          | 0     | 0     | —         | —         | 9      | 0      |
| Carrière totaal | Carrière totaal    | Carrière totaal | Carrière totaal    | 165        | 6          | 7     | 0     | 0         | 0         | 172    | 6      |

Bijgewerkt tot 17 juni 2021